# Oxasjön
Oxasjön är en sjö i Ulricehamns kommun i Västergötland och ingår i Ätrans huvudavrinningsområde. Sjön är 6,6 meter djup, har en yta på 0,202 kvadratkilometer och befinner sig 263,3 meter över havet. Sjön avvattnas av vattendraget Åsarpsån (Getavadån).

## Delavrinningsområde
Oxasjön ingår i det delavrinningsområde (639744-136458) som SMHI kallar för Inloppet i Rånnavägssjön. Avrinningsområdets medelhöjd är 298 meter över havet och ytan är 13,41 kvadratkilometer. Det finns inga delavrinningsområden uppströms utan avrinningsområdet är högsta punkten. Åsarpsån (Getavadån) som avvattnar avrinningsområdet har biflödesordning 4, vilket innebär att vattnet flödar genom totalt 4 vattendrag innan det når havet efter 153 kilometer. Avrinningsområdet består mestadels av skog (80 %). Avrinningsområdet har 0,31 kvadratkilometer vattenytor vilket ger det en sjöprocent på 2,3 %.